# Cascadas Trümmelbach
Las Cascadas Trümmelbach (en alemán: Trümmelbachfälle) en Suiza son una serie de 10 cascadas alimentadas por glaciares dentro de la montaña que es accesible por medio de un funicular, construido en 1913.
Localizado en el Valle de Lauterbrunnen, solo el arroyo llamado Trümmelbach drena los desfiladeros de los glaciares de Eiger (3967 m), Mönch (4099 m) y Jungfrau (4158 m) y transporta más de 20 000 toneladas de detritos de roca por año.
El área drenada es de 24 km², la mitad esta cubierta por nieve y glaciares. Las cascadas llevan 20 000 litros de agua por segundo.

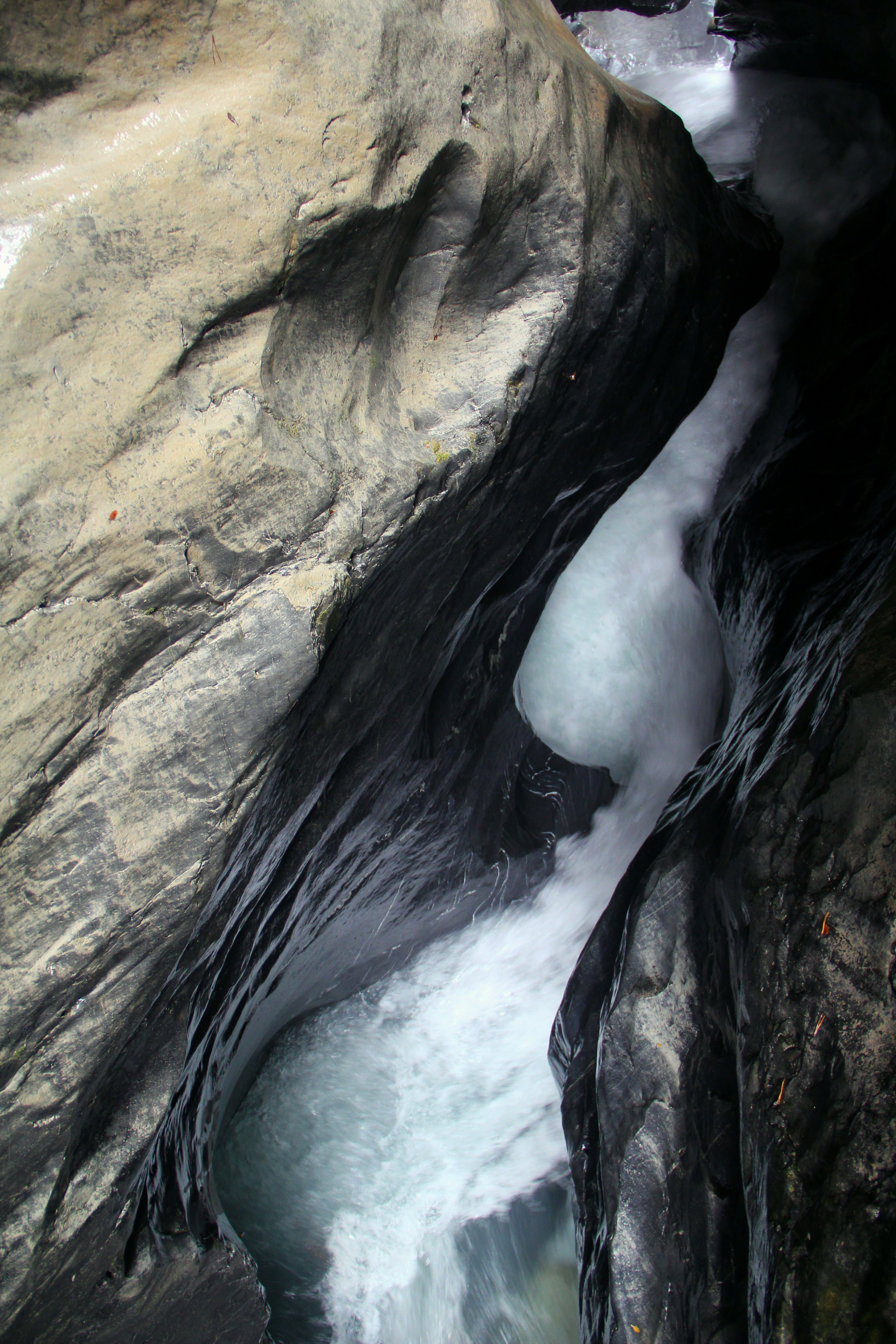
Parte de la cascada.

Traspasando la aldea homónima en el fondo del valle, el Trümmelbach se alimenta del Weisse Lütschine, dirigiéndose hacia el norte a través del valle de Lauterbrunnen para unirse después de 7 km con su río hermano, el Schwarze Lütschine, en Gündlischwand (Zweilütschinen).